# Copa del Món de Futbol 2018 - Grup B
El Grup B de la Copa del Món de Futbol 2018, realitzada a Rússia, està compost per quatre equips, que s'enfrontaran entre ells amb un total de sis partits. Quan acabin aquests partits, els dos equips amb més punts es classificaran per a la fase següent.
El primer lloc d'aquest grup s'enfrontarà contra el segon del grup A. El segon lloc del grup s'enfrontarà al primer del grup A.

## Integrants
El grup B està integrat per les seleccions següents:
| Portugal | Espanya | Marroc | Iran |
| -------- | ------- | ------ | ---- |

Segons el Ranking Mundial de la FIFA del 15 de març del 2018, Portugal estava classificada en 3r lloc, Espanya en el 6è, Iran en el 33è i Marroc en el 42è.

## Classificació
| Pos | Equip    | PJ | PG | PE | PP | GF | GC | DG | Pts | Classificació        |
| --- | -------- | -- | -- | -- | -- | -- | -- | -- | --- | -------------------- |
| 1   | Espanya  | 3  | 1  | 2  | 0  | 6  | 5  | +1 | 5   | Avança a segona fase |
| 2   | Portugal | 3  | 1  | 2  | 0  | 5  | 4  | +1 | 5   | Avança a segona fase |
| 3   | Iran     | 3  | 1  | 1  | 1  | 2  | 2  | 0  | 4   |                      |
| 4   | Marroc   | 3  | 0  | 1  | 2  | 2  | 4  | −2 | 1   |                      |

## Partits

### Marroc vs. Iran
| Marroc | 0–1     | Iran                    |
| ------ | ------- | ----------------------- |
|        | Informe | Bouhaddouz 90+5' (p.p.) |

### Portugal vs. Espanya
| Portugal                            | 3–3     | Espanya                          |
| ----------------------------------- | ------- | -------------------------------- |
| Cristiano Ronaldo 4' (p.), 44', 88' | Informe | Diego Costa 24', 55' · Nacho 58' |

### Portugal vs. Marroc
| Portugal             | 1–0     | Marroc |
| -------------------- | ------- | ------ |
| Cristiano Ronaldo 4' | Informe |        |

### Iran vs. Espanya
| Iran | 0–1     | Espanya         |
| ---- | ------- | --------------- |
|      | Informe | Diego Costa 54' |

### Iran vs. Portugal
| Iran                  | 1–1     | Portugal     |
| --------------------- | ------- | ------------ |
| Ansarifard 90+3' (p.) | Informe | Quaresma 45' |

### Espanya vs. Marroc
| Espanya                     | 2–2     | Marroc                      |
| --------------------------- | ------- | --------------------------- |
| Isco 19' · Iago Aspas 90+1' | Informe | Boutaïb 14' · En-Nesyri 81' |